# Lớp đặc trưng
Trong toán học, Lớp đặc trưng là cách để hợp mỗi phân thớ chính của X với một lớp đối đồng điều của X. Lớp đối đồng điều đo độ "xoắn" của phân thớ và xem liệu nó có nhát cắt nào không. Các lớp đặc trưng là các bất biến toàn thể đo độ chênh lệch giữa cấu trúc tích địa phương với cấu trúc tích toàn thể. Nó là một trong những khái niệm hợp nhất lại 3 nhánh toán học: tôpô đại số, hình học vi phân và hình học đại số.
Thuật ngữ lớp đặc trưng xuất hiện vào năm 1935 dưới bài viết về các trường vecto trên đa tạp của Eduard Stiefel và Hassler Whitney.

## Định nghĩa
Đặt G là nhóm tôpô, xét không gian tôpô {\displaystyle X}, gọi {\displaystyle b_{G}(X)} là tập các lớp đẳng cấu của các G-phân thớ chính trên {\displaystyle X}. Tập {\displaystyle b_{G}} này là hàm tử trái biến từ Top (phạm trù của các không gian vectơ và các hàm liên tục) sang Set (phạm trù của các tập hợp và các hàm số), gửi một ánh xạ {\displaystyle f\colon X\to Y} sang phép toán kéo về {\displaystyle f^{*}\colon b_{G}(Y)\to b_{G}(X)}.
Lớp đặc trưng c của các G-phân thớ chính là phép biến đổi tự nhiên từ {\displaystyle b_{G}} sang hàm tử đối đồng điều {\displaystyle H^{*}}
Nói cách khác, lớp đặc trưng kết hợp mỗi G-phân thớ chính {\displaystyle P\to X} thuộc {\displaystyle b_{G}(X)} một phần tử c(P) thuộc H*(X) sao cho, nếu f : Y → X là ánh xạ liên tục thì c(f*P) = f*c(P).

## Số đặc trưng
Các lớp đặc trưng là các phần tử của nhóm đối đồng điều; Ta có thể thu được một số giá trị nguyên từ các lớp đặc trưng, được gọi là số đặc trưng hay viết gọn lại đi là đặc trưng Một số ví dụ quan trọng là các số Stiefel–Whitney, số Chern, số Pontryagin, và đặc trưng Euler.
Cho đa tạp định hướng M chiều n cùng với lớp cơ bản {\displaystyle [M]\in H_{n}(M)}, và G-phân thớ cùng các lớp đặc trưng {\displaystyle c_{1},\dots ,c_{k}}, ta có thể ghép cặp tích của của các lớp đặc trưng với tổng các bậc bằng n với lớp cơ bản. Số các số đặc trưng riêng biệt là số các đơn thức bậc n trong lớp đặc trưng, hay nói cách khác, sự phân hoạch của n thành tổng {\displaystyle {\mbox{deg}}\,c_{i}}.
Cho {\displaystyle i_{1},\dots ,i_{l}} sao cho {\displaystyle \sum {\mbox{deg}}\,c_{i_{j}}=n}, số đặc trưng tương ứng là:
{\displaystyle c_{i_{1}}\smile c_{i_{2}}\smile \dots \smile c_{i_{l}}([M])}
với {\displaystyle \smile } ký hiệu tích cốc của các lớp đối đồng điều.
Cách ký hiệu các số có thể khác nhau tùy thuộc vào tác giả, ví dụ như ký hiệu tích {\displaystyle c_{1}^{2}}, hoặc ký hiệu {\displaystyle P_{1,1}} cho đặc trưng Pontryagin tương ứng với {\displaystyle p_{1}^{2}}, hoặc {\displaystyle \chi } cho đặc trưng Euler.
Từ góc nhìn của đối đồng điều de Rham, ta có thể dùng các dạng khả vi để biểu diễn các lớp đặc trưng, tính tích nêm để lấy được dạng chiều ban đầu, sau đó tính tích phân trên đa tạp; cách làm này tương đương với lấy tích trong đối đồng điều và ghép cặp với lớp cơ bản.